# Hadronyche valida
Hadronyche valida är en spindelart som först beskrevs av William Joseph Rainbow och Robert Henry Pulleine 1918.  Hadronyche valida ingår i släktet Hadronyche och familjen Hexathelidae. Inga underarter finns listade i Catalogue of Life.